# The Seventh Life Path
The Seventh Life Path är det norska gothic metal-bandet Sirenias sjunde studioalbum, utgivet 2013 av skivbolaget  Nuclear Blast. Albumet är det sista med den spanska kvinnliga vokalisten  Ailyn. Albumet mixades och mastrades av Endre Kirkesola i Dub Studios i Norge.

## Låtförteckning
1. "Seti" (instrumental) – 2:05
2. "Serpent" – 6:31
3. "Once My Light" – 7:21
4. "Elixir" – 5:45
5. "Sons of the North" – 8:16
6. "Earendel" – 6:14
7. "Concealed Disdain" – 6:11
8. "Insania" – 6:39
9. "Contemptuous Quietus" – 6:29
10. "The Silver Eye" – 7:29
11. "Tragedienne" – 4:54
12. "Tragica ("Tragedienne" Spanish version)" – 4:54

- Text & musik: Morten Veland

## Medverkande
Musiker (Sirenia-medlemmar)
- Morten Veland – sång, gitarr, piano, mandolin, trummor, synthesizer, programmering
- Ailyn – sång

Bidragande musiker
- Joakim Næss – sång (spår 4)
- Damien Surian – kör
- Mathieu Landry – kör
- Emmanuelle Zoldan – kör
- Emilie Bernou – kör

Produktion
- Morten Veland – producent, ljudtekniker
- Endre Kirkesola – ljudmix, mastering
- Gyula Havancsák – omslagsdesign, omslagskonst
- Tom Knudsen – foto